# Sierra de Bateig

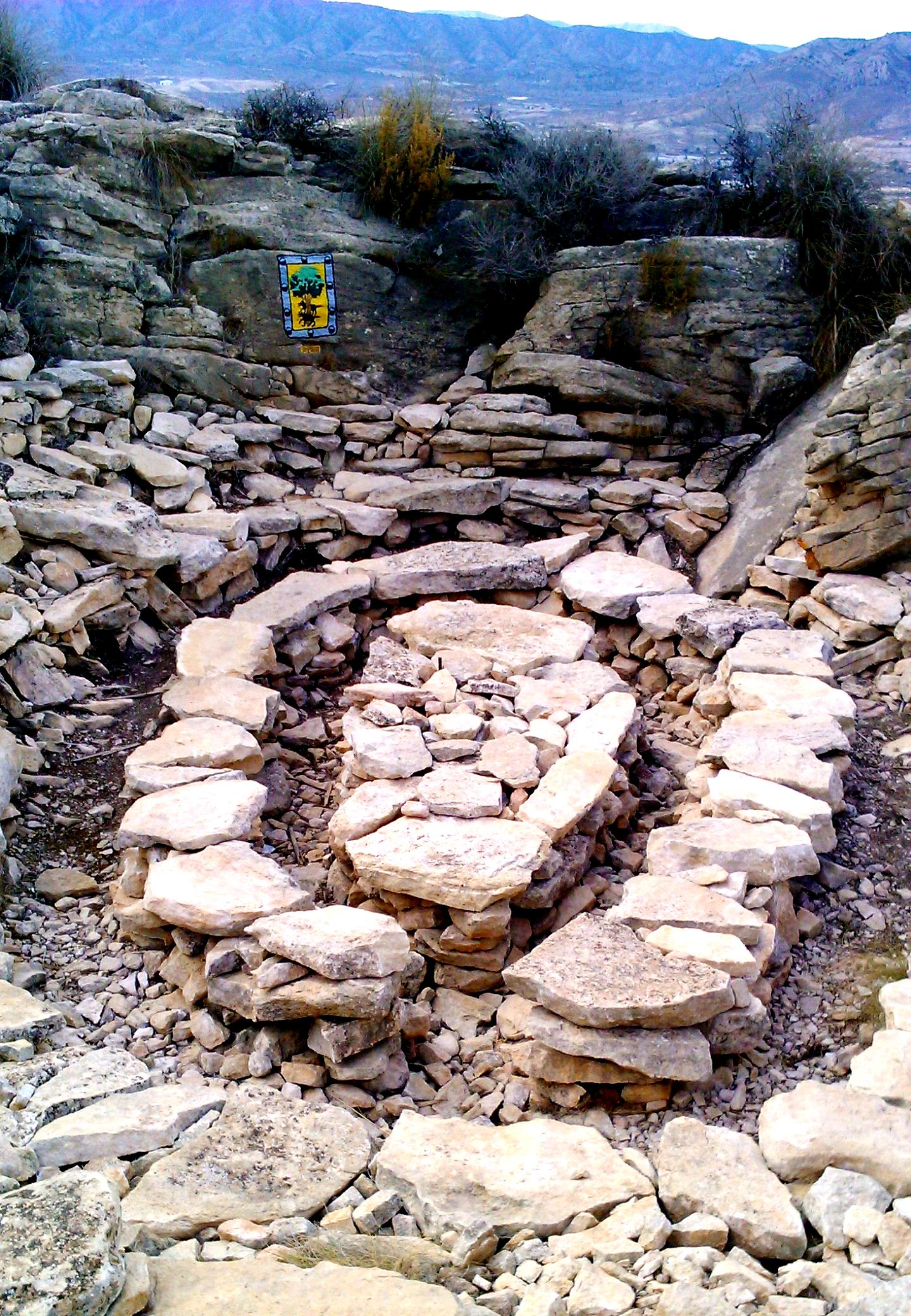
Mesa de piedra

La Sierra de Bateig (también escrito Batech) es una formación montañosa española, situada al sur de la Comunidad Valenciana. Está integrada dentro de los sistemas prebéticos, que cruzan la provincia de Alicante de oeste a este. La práctica totalidad de la montaña está situada dentro del municipio de Elda, aunque una pequeña franja en las faldas del extremo sur, está situado en Novelda. Su altura máxima es de 552 m s. n. m.
Está formada fundamentalmente por materiales calizos, sobre todo en su parte alta. Debido a estos materiales, es común la existencia de varias cuevas y simas en la montaña. En las faldas hay materiales blandos y arenosos, como arcillas y margas yesíferas, con algunos afloramientos salinos en la zona este. La vegetación es escasa en la ladera este, encontrándose algunos pinares en las zonas norte y oeste, así como en la zona alta cercana a la cima. Sí es abundante la presencia de arbustos típicos mediterráneos, sobre todo romero y tomillo, y otras variedades como lentisco, enebro, jara, espino negro, así como algunos ejemplares de sabina en las zonas más altas y umbrías.

## Formación
La serranía es una formación compuesta por dos sierras dispuestas en una característica forma triangular, que quedan unidas en un mismo punto en el norte, y ampliamente separadas en el sur. En la arista de ese triángulo, que mira hacia el norte, se encuentra la Peña del Sol, que con 545 m s. n. m. es la segunda cima más elevada de la sierra. Hacia el norte, el monte queda delimitado por su rambla homónima.
Desde ese punto, se bifurcan las dos sierras, una hacia el sur, y otra hacia al suroeste. La que está emplazada en línea recta hacia el sur, es donde se encuentra la cima de Bateig, marcada como vértice geodésico. Deja al este el desfiladero por donde discurre la autovía. La otra, la que se dispone en dirección SO, es de menor altura, discurriendo casi paralelamente a la Rambla de Bateig primero, y del Río Vinalopó después, donde confluye la anterior. En el espacio interior entre ambas formaciones, se encuentra una meseta que bascula de norte a sur con una importante pendiente. Dentro de dicha meseta, se encuentra un pequeño ramblizo que la drena, y que corta el terreno formando algunos tramos escarpados.
En la base de la ladera occidental, hay un camino rural en el cual hay situadas muchas casas de campo y de segunda residencia. Más abajo, en el paraje de La Jaud, la montaña genera un pequeño desfiladero en el que el río discurre paralelo y muy próximo a esta. Es una zona en la que existen yacimientos arqueológicos, posiblemente de época tanto romana como morisca. En su extremo sur se encuentra el Puente Sambo, que desde 1858 da paso al ferrocarril Madrid-Alicante. La ladera oriental es mucho más seca, y en ella se observan terrazas con cultivo de almendros, abandonados desde hace décadas y ya casi inexistentes. A los pies de esta ladera se encuentran los manantiales y baños de agua salada de Las Salinetas.

## Sendas y Monolitos

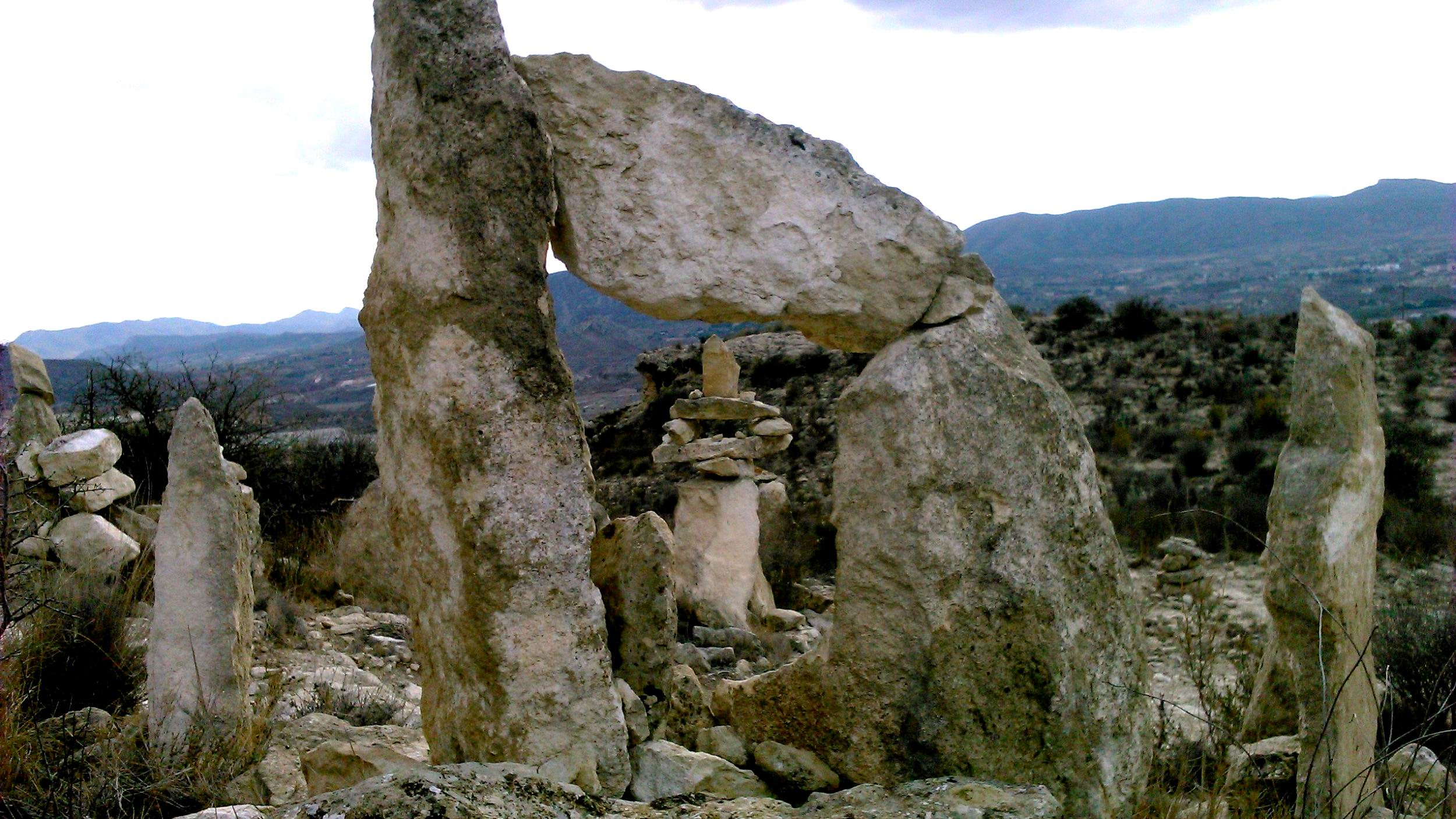
Monolitos de piedra

En los últimos años, un grupo de amigos aficionados al senderismo ha acondicionado las sendas tradicionales en lo alto de la sierra, quedando balizadas a ambos lados con piedras. A lo largo de ellas, se han levantado pequeños monolitos, y las sendas están acompañadas de piedras planas en las que hay escritos poemas, refranes, o citas históricas. En el área cercana a la cima, se han acondicionado algunos rincones como merendero o zona de descanso, o pequeños refugios en los que poder parapetarse del sol. Algunos caminos y rincones se les ha bautizado con el nombre de famosas vías de Elda, como Calle Jardines, Calle Colón, o Plaza Castelar.

## Canteras

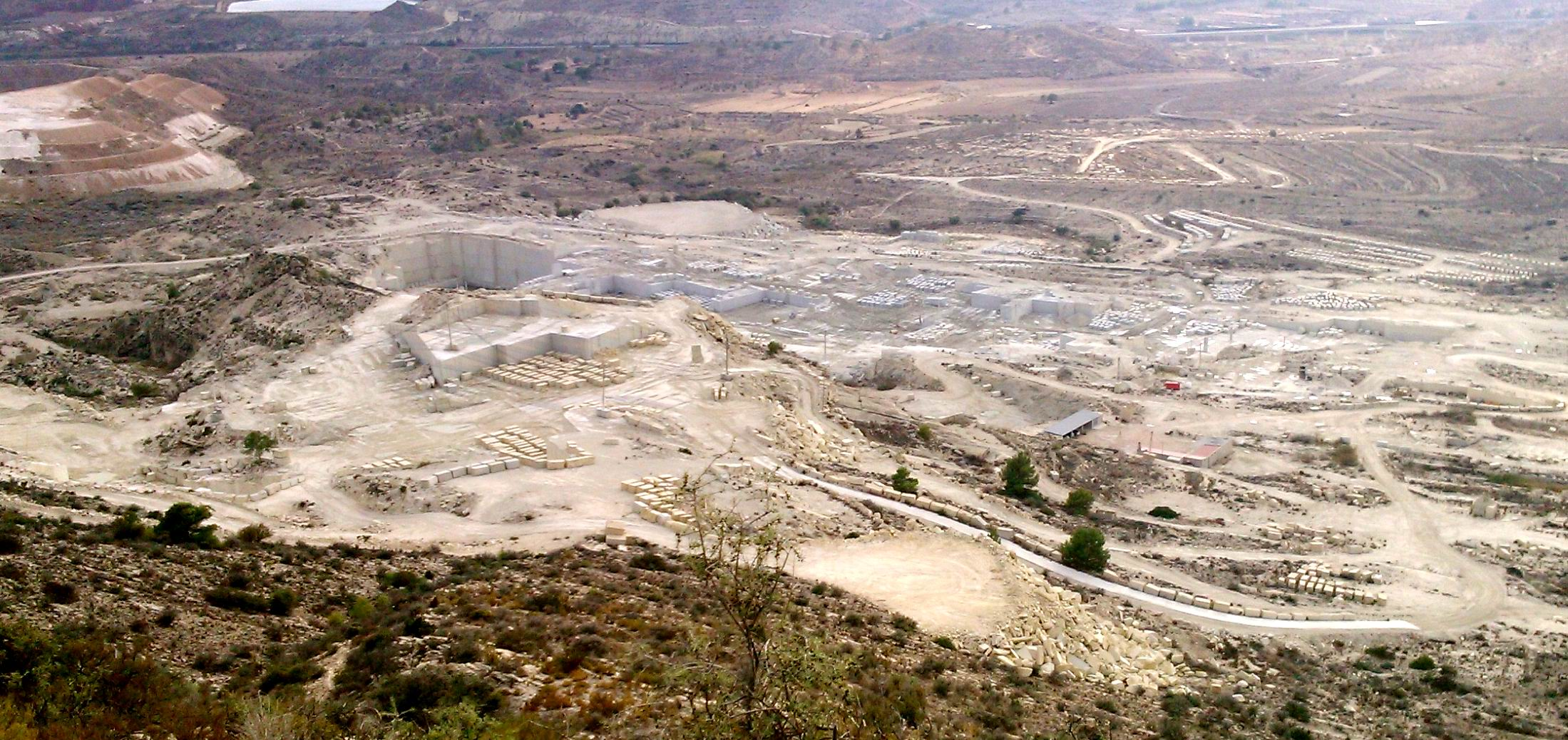
Canteras de piedra natural

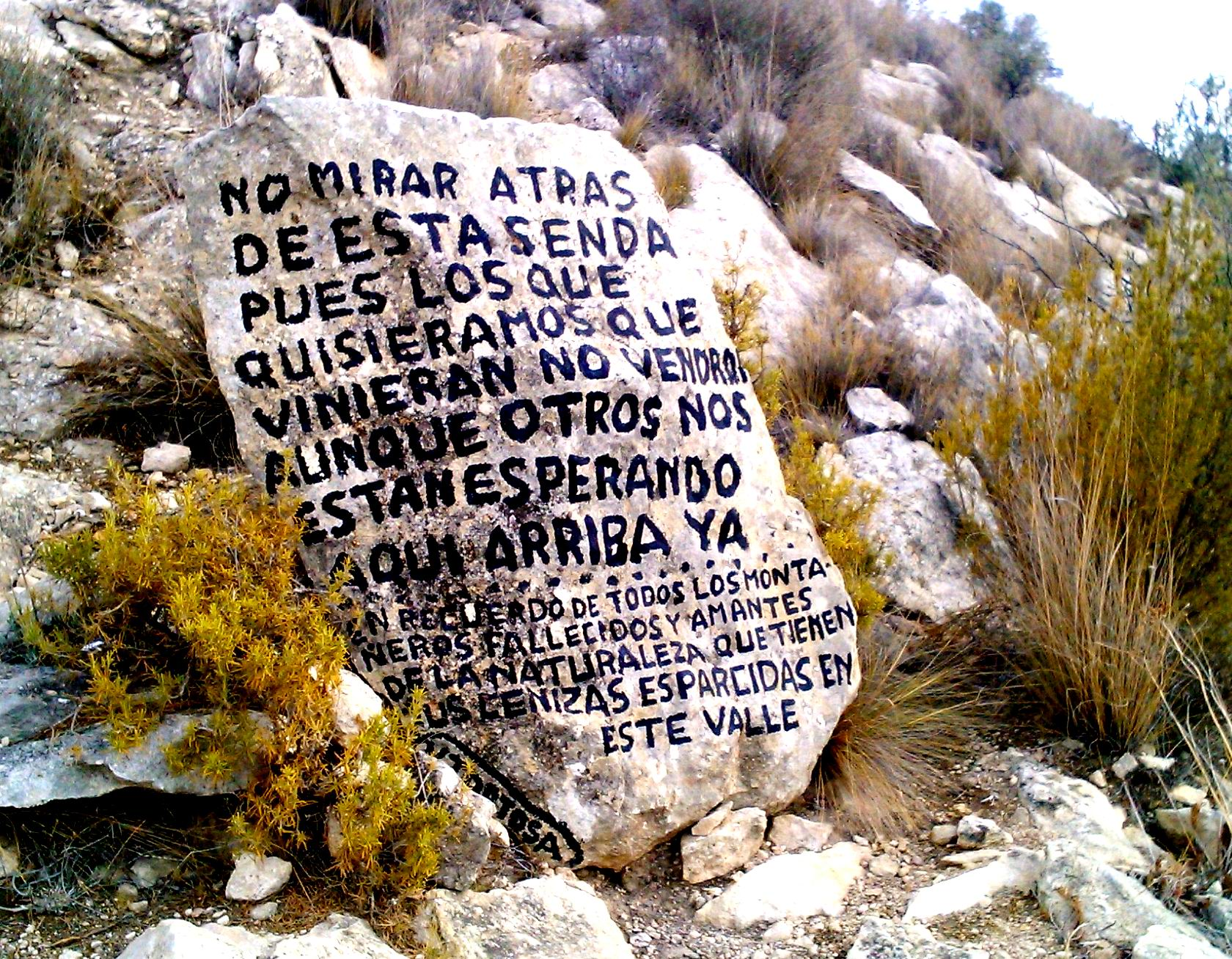
Un ejemplo de los textos escritos

Desde hace varios siglos, en la sierra existen minas de piedra caliza, arenisca y biocalcarenita de diferentes tonalidades y colores. Se la conoce comercialmente como Piedra Natural de Bateig, y es utilizada tanto en fachadas como en interiores de importantes edificios tanto a nivel nacional como internacional. Construcciones emblemáticas como los ayuntamientos de Valencia y Madrid, y otros edificios de la capital de España, como el Banco de España, la Biblioteca Nacional, el Edificio de Telefónica o la Catedral de la Almudena, han utilizado piedra eldense en sus fachadas. Lo han utilizado para sus interiores el Aeropuerto Internacional de Singapur, y el edificio más alto del mundo, el Burj Khalifa de Dubái.